# Vesta (Rakete)

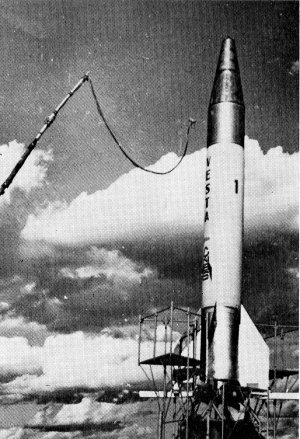
Vesta

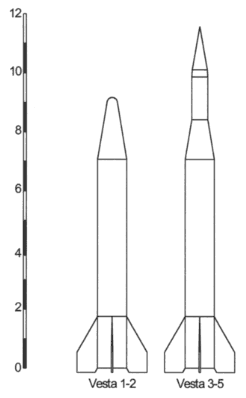
Vesta1-2 und Vesta3-5

Vesta ist die Bezeichnung einer französischen Höhenforschungsrakete, die zwischen 1965 und 1969 vom Centre interarmées d’essais d’engins spéciaux (CIEES) bei Hammaguir und vom Centre Spatial Guyanais fünfmal gestartet wurde. 
Die Vesta ist eine vergrößerte Weiterentwicklung der Rakete Véronique.
Die Nutzlast der Vesta betrug 500 kg, die Gipfelhöhe 400 km, der Startschub 140 kN, die Startmasse 5700 kg, der Durchmesser 1,00 m und die Länge 10,20 m. Der Antrieb erfolgte mit Terpentin als Treibstoff und Salpetersäure als Oxidator. Die Treibstoffe wurden durch Druckgas ohne Pumpen ins Triebwerk gefördert.
Bei zwei Flügen waren Makakenaffen an Bord, die lebend wieder geborgen wurden.

## Startliste
| Datum, Uhrzeit UTC   | Seriennummer | Startplatz                    | Gipfelhöhe (km) | Anmerkung         |
| -------------------- | ------------ | ----------------------------- | --------------- | ----------------- |
| 15. Okt. 1965        | 001          | CIEES, Blandine               | 150             |                   |
| 25. Okt. 1965        | 002          | CIEES, Blandine               | 105             |                   |
| 7. März 1967, 09:42  | 004          | CIEES, Blandine               | 243             | Mit Affe Martine  |
| 13. März 1967, 09:30 | 005          | CIEES, Blandine               | 234             | Mit Affe Pierette |
| 8. Nov. 1969         | 006          | Centre Spatial Guyanais, ALFS | 204             |                   |